# Euploea kuroiwae
Euploea kuroiwae är en fjärilsart som beskrevs av Matsumura 1906. Euploea kuroiwae ingår i släktet Euploea och familjen praktfjärilar. Inga underarter finns listade i Catalogue of Life.